# Neoris oliva
Neoris oliva är en fjärilsart som beskrevs av Bang-haas 1910. Neoris oliva ingår i släktet Neoris och familjen påfågelsspinnare. Inga underarter finns listade i Catalogue of Life.